# Tribadizam
Tribadizam, ili trljanje je žensko-ženski genitalni seks. Dvije žene trljaju se međusobno vulvama nadražujući jedna drugoj klitorise do orgazma.

## Etimologija
Stari Grci su izvorno izraz "tribadizam" tribadismos τριβαδισμός rabili u drugačijem značenju. Grčka kultura priznavala je privlačnosti među istim spolovima, ali očekivalo se da će muškarac uvijek biti penetrator, a žena penetrirana. Muškarac koji je htio biti penetriran (bilo muškim ili ženskim partnerom) zvao se "patik" pathikos παθικός, a žena koja je htjela penetrirati (bilo muškoga ili ženskog partnera) zvala se "tribada" tribas τρίβας. Tako su Grci izrazom "tribadizam" više ili manje nazivali žene koje su se koristile pričvršćenim dildom. Danas izraz tribadizam uglavnom nema to značenje, osim kad se govori o antičkome svijetu.
Tribadizam je u klasičnoj književnosti bio najbliži kulturni ekvivalent onoga što mi danas zovemo lezbijstvom, pa je povijesno korišten kao istoznačnica sve do sredine dvadesetog stoljeća (negdje do 1965.)
Za izraz tribadizam misli se da u konačnici proizlazi iz starogrčke riječi za "trljanje", tribas, tribein τρίβειν. Time se objašnjava kako je vjerojatno došlo do toga da taj izraz označava isključivo žensko-ženski genitalni seks, kao međusobno "trljanje" genitalijama.

## Galerija
- Trljanje u obliku škaranja, ilustracija
- Jean-Jacques Lagrenée, slika škaranja